# Flughafen Zürich AG
Die Flughafen Zürich AG (FZAG) mit Sitz in Kloten ist die Eigentümerin und Betreiberin des Flughafens Zürich. Die gemischtwirtschaftliche Aktiengesellschaft wurde im April 2000 gegründet und ist an der SIX Swiss Exchange kotiert; grösster Einzelaktionär ist der Kanton Zürich, der jederzeit mindestens einen Drittel des Aktienkapitals halten muss. Sie betreibt und ist beteiligt an Flughäfen in Indien, Brasilien, Chile, Kolumbien und Curaçao.

## Geschichte
Die Flughafen Zürich AG entstand in ihrer heutigen Form am 1. April 2000 durch die Fusion der Flughafen-Immobilien-Gesellschaft (FIG) und der Flughafendirektion Zürich (FDZ).
Die Flughafen-Immobilien-Gesellschaft FIG, deren Wurzeln bis in den November 1948 zurückgehen, war zuletzt eine Aktiengesellschaft (seit 1984) mit Sitz in Kloten und für den Bau und Betrieb der Hochbauten am Flughafen zuständig. Bedeutende Aktionäre der FIG waren der Kanton Zürich (23 Prozent) und die Stadt Zürich (18 Prozent).
Die Flughafendirektion Zürich war der kantonalen Volkswirtschaftsdirektion angegliedert und die formelle Eigentümerin des Flughafens als Gesamtanlage. Die Zuständigkeiten umfassten den Bau und Betrieb der Tiefbauten (Pisten, Taxiways), den Flughafenbetrieb, die Aushandlung und Umsetzung des Betriebsreglements und die politische Vertretung des Flughafens.
Die Privatisierung der FIG und das stetige Wachstum des Flughafens führten zum politischen Vorstoss den Flughafen Zürich zu verselbständigen und hierzu die FDZ aus der kantonalen Verwaltung auszugliedern und mit der FIG zu fusionieren. Auf den Vorstoss hin wurde ein neues Flughafengesetz ausgearbeitet und am 12. Juli 1999 vom Kantonsrat mit 60 Prozent Ja-Stimmen genehmigt. Das Flughafengesetz wurde am 28. November den Zürcher Stimmbürgern zur Abstimmung vorgelegt und von diesen mit 61 Prozent Ja-Stimmen angenommen.
Damit war die Grundlage für die neue Betriebsgesellschaft geschaffen und zum 1. März 2000 trat das neue Flughafengesetz in Kraft. Auf Basis von drei Fusionsverträgen zwischen der FIG und dem Kanton Zürich wurde am 30. März eine Erhöhung des Aktienkapitals von ursprünglich 70 Millionen (140'000 Namenaktien à 500 CHF) auf neu 245'615'000 Schweizer Franken (4'912'300 Namenaktien à 50 CHF) vorgenommen und die FDZ in die FIG integriert, welche am 1. April als Flughafen Zürich AG (FZAG) ihren Betrieb aufnahm.

Logo Unique

Seit dem 12. April 2000 ist das Unternehmen an der SWX notiert; der Kanton Zürich besass durch die Neustrukturierung am ersten Tag 78,1 Prozent des Aktienkapitals des Unternehmens. Die Anteile wurden laufend reduziert, jedoch durfte dessen Anteil an der FZAG in dieser ersten Stufe der Privatisierung einen 50-Prozent-Anteil nicht unterschreiten, da die Betriebsbewilligung noch bis zum 1. Juni 2001 auf den Kanton Zürich ausgestellt war. Nachdem die Betriebskonzession auf die FZAG übertragen worden war, durfte der Kanton seinen Anteil auf ein vorgeschriebenes Minimum von 33,33 Prozent senken. Die mit Verfügung vom 31. Mai 2001 durch das Eidgenössische Departement für Umwelt, Verkehr, Energie und Kommunikation erteilte Konzession zum Betrieb des Flughafens Zürich hat eine Laufzeit von 50 Jahren, vom 1. Juni 2001 bis zum 31. Mai 2051.
Von der Gründung bis April 2010 trat die FZAG nach aussen unter dem Namen Unique auf, während in offiziellen Publikationen die Bezeichnung Unique (Flughafen Zürich AG) verwendet wurde; die Marke Unique wird seither nur noch für die Aktivitäten im Ausland verwendet.

## Beteiligungen
Alle ausländischen Beteiligungen werden durch die Zurich Airport International AG gehalten. Über das Unternehmen A-port Operaciones S.A., Chile, hält das Unternehmen eine Mehrheit am Management und dem Betrieb bestimmter Flughäfen in Lateinamerika und der Karibik. Dazu gehören in Chile die drei Regionalflughäfen Puerto Montt, Iquique und Antofagasta sowie weitere Flughäfen in Kolumbien und Honduras wie auch in Curaçao.
Die Beteiligung am Flughafen der Isla de Margarita in Venezuela wurde 2010 vom Staat enteignet. Ein Schiedsgericht ist deswegen angerufen worden und hat entschieden, dass der Staat Venezuela dafür per Ende 2014 14,2 Millionen USD bezahlen soll, wovon die Hälfte der Flughafen Zürich AG zusteht.
In Indien war Unique während der Bauphase mit 17 Prozent am Aktienkapital der Bangalore International Airport Ltd. (BIAL) beteiligt, der Eigentümer- und Betreibergesellschaft des im Geschäftsjahr 2008 neu eröffneten Flughafens von Bangalore; der Anteil wurde 2009 auf 5 Prozent gesenkt. Dieser restliche Anteil wurde 2017 verkauft.
Im März 2017 gewinnt die Flughafen Zürich AG die Konzession für den Ausbau und Betrieb des internationalen Flughafens Hercílio Luz (FLN) in Florianópolis im Süden Brasiliens. Es ist das erste Flughafenprojekt, das zu 100 % im Besitz der Flughafen Zürich AG liegt. Die Konzession ist gültig bis ins Jahr 2047.
Im Laufe des Jahres 2019 erhält der Flughafen Zürich AG Konzessionen für Entwicklung, Bau und Betrieb des neuen Delhi Noida International Airports in Jewar, Indien.
Seit 2020 werden die Flughäfen in Vitória und Macaé in Brasilien betrieben.
Im Mai 2023 wurde der Flughafen Zürich AG eine Genehmigung erteilt, den brasilianischen Flughafen Natal in der Hauptstadt von Rio Grande do Norte zu verwalten. Die öffentlichen Gelder aus Brasilien sollen die Effizienz des Flugverkehrs zwischen Südamerika und Europa mit dem Ziel gewähren, weitere Flugverbindungen aufzubauen.

## Corporate Governance
Das Unternehmen hat seinen rechtlichen Sitz in Kloten und fällt damit in die Zuständigkeit des Bezirksgerichts Bülach. Seit 2020 ist der Hauptsitz der Flughafen Zürich AG im Geschäftskomplex The Circle, direkt neben dem Flughafen, untergebracht.
CEO des Unternehmens ist Lukas Brosi, welcher diese Funktion auf 2023 übernommen hat. Der achtköpfige Verwaltungsrat umfasst jeweils auch drei Vertreter der Kantons- und einen der Stadtregierung von Zürich; dieser Grundsatz wurde von wirtschaftsliberaler Seite kritisiert und inzwischen dahingehend verändert, dass der Regierungsrat nebst einem eigenen Mitglied zwei externe Vertreter delegiert. Der Verwaltungsrat setzt sich wie folgt zusammen: Josef Felder (Präsident), Claudia Pletscher (Vizepräsidentin), Vincent Albers, Guglielmo L. Brentel, Stephan Gemkow, Corine Mauch, Carmen Walker Späh und Beatrix Frey-Eigenmann. Revisionsstelle der Flughafen Zürich AG ist seit 2018 EY mit Sitz in Zürich.

## Aktionariat
Die Namenaktien der Flughafen Zürich AG werden an der SIX Swiss Exchange gehandelt (Valorennummer 31'941'693, Valorensymbol FHZN); Mehrheitsaktionäre sind der Kanton Zürich mit 33,33 Prozent der Aktien und die Stadt Zürich mit 5,05 Prozent, wobei die FZAG als gemischtwirtschaftliche Aktiengesellschaft organisiert ist.
Die Statuten enthalten eine Opting-up-Klausel, welche bei einem Kontrollwechsel eine Angebotspflicht für Minderheitsaktionäre erst bei Überschreiten der Grenze von 49 % vorsieht.

## Geschäftsgang
Das Geschäftsjahr 2022 war durch die Erholung nach der COVID-19-Pandemie sowohl in der Schweiz wie auch bei den Auslandbeteiligungen geprägt. Das Passagieraufkommen am Flughafen Zürich betrug 22,6 Millionen Reisende, was 72 Prozent von demjenigen des Jahres 2019 vor der Pandemie ausmachte. Im Verlaufe des Jahres 2023 schritt die Erholung insbesondere im Tourismus-Sektor weiter voran. Im Juni 2023 nutzten 2,596 Mio. Passagiere den wichtigsten Schweizer Flughafen; 20 Prozent mehr als im Vorjahr und noch rund 10 Prozent tiefer als im Juni 2019.

## Kennzahlen
| Jahr | Umsatz (CHF in Tausend) | davon Fluggeschäft (CHF in Tausend) | davon Nicht-Fluggeschäft (CHF in Tausend) | Konzerngewinn (CHF in Tausend) |
| ---- | ----------------------- | ----------------------------------- | ----------------------------------------- | ------------------------------ |
| 2002 | 566'362                 | 328'837                             | 237'525                                   | 034'773                        |
| 2003 | 601'719                 | 347'110                             | 254'609                                   | 032'883                        |
| 2004 | 683'686                 | 411'754                             | 271'932                                   | 052'268                        |
| 2005 | 702'229                 | 418'877                             | 283'352                                   | 059'123                        |
| 2006 | 737'109                 | 444'238                             | 292'871                                   | 087'448                        |
| 2007 | 802'868                 | 495'981                             | 306'887                                   | 130'675                        |
| 2008 | 855'103                 | 525'689                             | 329'414                                   | 121'314                        |
| 2009 | 809'890                 | 501'716                             | 308'174                                   | 190'610                        |
| 2010 | 851'548                 | 534'722                             | 316'826                                   | 138'519                        |
| 2011 | 905'404                 | 579'613                             | 325'791                                   | 169'845                        |
| 2012 | 948'820                 | 596'411                             | 352'409                                   | 94'732                         |
| 2013 | 975'094                 | 604'491                             | 370'603                                   | 137'052                        |
| 2014 | 963'479                 | 574'959                             | 388'520                                   | 205'921                        |
| 2015 | 988'973                 | 597'389                             | 391'584                                   | 179'807                        |
| 2016 | 1'012'804               | 620'402                             | 392'402                                   | 248'018                        |
| 2017 | 1'037'125               | 624'241                             | 412'884                                   | 285'527                        |
| 2018 | 1’152’897               | 656’667                             | 496’230                                   | 237’841                        |
| 2019 | 1’210’084               | 661’451                             | 548’633                                   | 309’145                        |
| 2020 | 624'000                 | 222’000                             | 402’000                                   | (-69'100)                      |
| 2021 | 680'000                 | 240’600                             | 439’400                                   | (-10'100)                      |
| 2022 | 1'023'500               | 491'100                             | 532’400                                   | 207'000                        |

## Publikationen
Die Flughafen Zürich AG veröffentlicht periodisch erscheinende Zeitschriften, die auch im Internet verfügbar sind. Homebase ist die interne «Hauszeitung» der FZAG und richtet sich in erster Linie an die Mitarbeiter; Unique! war bis Juli 2005 die Anwohnerzeitschrift des Unternehmens, an ihre Stelle trat das neue Air Magazine.